# بوب تومسون (ملحن)
بوب تومسون (بالإنجليزية: Bob Thompson)‏ هو موزع وملحن أمريكي، ولد في 24 أغسطس 1924 في سان خوسيه في الولايات المتحدة، وتوفي في 21 مايو 2013.

## وصلات خارجية
- الموقع الرسمي
- بوب تومسون على موقع IMDb (الإنجليزية)
- بوب تومسون على موقع ميوزك برينز (الإنجليزية)
- بوب تومسون على موقع ديسكوغز (الإنجليزية)